# Johannes Hemleben
Johannes Hemleben (* 23. April 1899 in Hamburg; † 2. Juli 1984 ebenda) war ein deutscher Biologe und Anthroposoph. Er war als Pfarrer der Christengemeinschaft und Autor tätig.

## Leben
Hemleben studierte Naturwissenschaften in Rostock, Frankfurt am Main, Berlin und Erlangen. 1922 wurde er mit einer Schrift über pflanzliche Genetik promoviert. Danach war er als Assistent am Institut für Vererbungsforschung der Landwirtschaftlichen Hochschule Berlin in Berlin-Dahlem und am Botanischen Institut der Johann Wolfgang Goethe-Universität in Frankfurt am Main tätig.
1924 wurde er Pfarrer in der Christengemeinschaft, bis 1929 in Kassel und danach in Hamburg; ab 1947 war er als sogenannter „Lenker“ für Norddeutschland tätig.
Mit seinen vielen Buchveröffentlichungen und Vorträgen war er einer der bekanntesten Vertreter der Anthroposophie wie auch der Christengemeinschaft. Besonders seine rororo-Bildmonographien (über Rudolf Steiner, Ernst Haeckel, Teilhard de Chardin, Charles Darwin, Galileo Galilei, Johannes Kepler und den Evangelisten Johannes) waren weit verbreitet und werden teils immer noch neu aufgelegt. In anthroposophischen Zusammenhängen sind seine „Baumsprüche“ (aus seinem ersten Buch Symbole der Schöpfung stammend) allgemein bekannt.

## Werke
- Symbole der Schöpfung. Ein Versuch, in den Offenbarungen der Natur zu lesen, Verlag der Christengemeinschaft, Stuttgart 1931
- Rudolf Steiner. In Selbstzeugnissen und Bilddokumenten, Rowohlt (rm 79), Reinbek 1963
- Ernst Haeckel. In Selbstzeugnissen und Bilddokumenten, Rowohlt (rm 99), Reinbek 1964
- Rudolf Steiner und Ernst Haeckel, Freies Geistesleben, Stuttgart 1965
- Pierre Teilhard de Chardin. In Selbstzeugnissen und Bilddokumenten, Rowohlt (rm 116), Reinbek 1966
- Charles Darwin. In Selbstzeugnissen und Bilddokumenten, Rowohlt (rm 137), Reinbek 1968 (14. Auflage 2004), ISBN 3-499-50137-6
- Galileo Galilei. In Selbstzeugnissen und Bilddokumenten, Rowohlt (rm 156), Reinbek 1969 (18. Auflage 2003), ISBN 3-499-50156-2
- Biologie und Christentum, Urachhaus, Stuttgart 1971
- Johannes Kepler. In Selbstzeugnissen und Bilddokumenten, Rowohlt (rm 183), Reinbek 1971
- Johannes der Evangelist. In Selbstzeugnissen und Bilddokumenten, Rowohlt (rm 194), Reinbek 1972 (11. Auflage 2000), ISBN 3-499-50194-5
- Paracelsus. Revolutionär, Arzt und Christ, Huber (Wirkung und Gestalt 11), Frauenfeld und Stuttgart 1973
- Das Christentum in der Krise, Urachhaus (Vorträge 2), Stuttgart 1974
- Der Mensch und sein Erdenschicksal, Urachhaus (Vorträge 5), Stuttgart 1974
- Jenseits. Ideen der Menschheit über das Leben nach dem Tode vom Ägyptischen Totenbuch bis zur Anthroposophie Rudolf Steiners, Rowohlt, Reinbek 1975
- Urbeginn und Ziel. Der gemeinsame Weg von Erde und Mensch, Urachhaus, Stuttgart 1976
- Niklaus von Flüe. Der Heilige der Schweiz, Huber (Wirkung und Gestalt 12), Frauenfeld 1977
- Das haben wir nicht gewollt. Sinn und Tragik der Naturwissenschaft, Urachhaus, Stuttgart 1978
- Diesseits. Vom Lesen im Buche der Natur, Rowohlt, Reinbek 1980